# John Drew Barrymore
John Drew Barrymore (Los Angeles, Kalifornia, 1932. június 4. – Los Angeles, 2004. november 29.) amerikai színész.

## Életpályája
A St. John katonai akadémián végzett, a családi hagyományokat követve azonban a filmezést választotta hivatásul. 1950-ben kezdte művészi pályafutását Hollywoodban. Kezdetben a John Barrymore Jr. nevet használta, majd 1958-ban neve mögé illesztette a Drew utónevet. Később átköltözött Európába, ahol olasz, francia és svájci produkciókban szerepelt. 1960-ban csillagot kapott a Hollywood Walk of Fame-en.
Főként kalandos történetekben szerepelt, de fellépett a televízióban is. Sokáig jellegzetes figurája volt a botránykrónikáknak.

## Családja és magánélete
Szülei: John Barrymore (1882–1942) amerikai színész és Dolores Costello (1903–1979) amerikai színésznő volt. 
1952–1959 között Cara Williams (1925-) amerikai színésznő volt a felesége. Egy fiuk született: John Blyth Barrymore (1954) amerikai színész. 1960-tól 10 éven át Gabriella Palazzoli volt a párja. 1971–1984 között Jaid Makóval élt együtt. 1975-ben született meg leánya, Drew Barrymore színésznő. 1985–1994 között Nina Wayne (1943-) amerikai színésznővel élt együtt.

## Halála
Utolsó éveiben John Drew Barrymore fizikai és mentális egészsége megromlott, olyannyira, hogy egyre jobban visszahúzódott a nyilvánosságtól és később a családjától is. Egyre rombolóbb káros szenvedélyei később a halálához vezettek. Végül 2004. november 29-én hunyt el 72 éves korában.

## Filmjei
- Éjszakai lovasok (1950)
- Quebec (1951)
- The Big Night (1951)
- Viharmadarak (Thunderbirds) (1952)
- Schlitz Playhouse of Stars (tv-sorozat) (1953)
- The Reluctant Redeemer (TV film) (1954)
- The Adventures of Lt. Contee (TV film) (1955)
- Amíg a város alszik (1956)
- Climax! (1956–1957)
- Matinee Theatre (1956–1958)
- The Shadow on the Window (1957)
- Westinghouse Desilu Playhouse (tv-sorozat) (1958)
- Rawhide (1959–1965)
- Night of the Quarter Moon (1959)
- I cosacchi (1960)
- Les nuits de Raspoutine (1960)
- Ti aspetterò all'inferno (1960)
- La donna dei faraoni (1960)
- Il conquistatore di Corinto (1961)
- A trójai háború (1962)
- Poncius Pilátus (1962)
- I diavoli di Spartivento (1962)
- The Keeler Affair (1963)
- Róma Róma ellen (Roma contro Roma) (1964)
- Crimine a due (1964)
- Delitto allo specchio (1964)
- The Wild Wild West (1965)
- Crimine a due (1965)
- Gunsmoke (1965)
- Run for Your Life (tv-sorozat) (1966)
- The Road West (tv-sorozat) (1966)
- Jericho (TV Sorozat) (1966)
- Winchester '73 (tv-sorozat) (1967)
- Dundee and the Culhane (tv-sorozat) (1967)
- This Savage Land (TV film) (1969)
- The Clones (1973)
- Kung Fu (tv-sorozat) (1974)
- Baby Blue Marine (1976)

## Fordítás
- Ez a szócikk részben vagy egészben  a   John Drew Barrymore című angol Wikipédia-szócikk fordításán alapul.  Az eredeti cikk szerkesztőit annak laptörténete sorolja fel. Ez a jelzés csupán a megfogalmazás eredetét és a szerzői jogokat jelzi, nem szolgál a cikkben szereplő információk forrásmegjelöléseként.